# Najib Naderi
Pour les articles homonymes, voir Naderi.
Najib Naderi (persan : نجیب نادری) (né le 22 février 1984 en Afghanistan) est un joueur de football allemand d'origine afghane.